# Михайло Бобровський
Михайло (Міхал) Кирилович Бобровський (8 (19) листопада 1784, с. Вілька Вигонівська, зараз Більський повіт, Підляське воєводство, Польща — 21 вересня (3 жовтня) 1848, с. Шерешево Пружанського повіту)  — славіст, орієнталіст, богослов, дослідник стародавніх слов'янських рукописів і стародруків кириличних видань, доктор богослов'я (1823), канонік Брестського капітулу (1817).
Член археологічної академії в Римі, паризького та лондонського азійських наукових товариств, Товариства історії і старожитностей російських при Московському університеті, комітету з вироблення хорватського правопису в Далмації .
Михайло Бобровський разом з Гнатом Даниловичем вважається одним із перших творців «білоруського національного відродження» або «білоруської національної ідеї».
Володів білоруською мовою[джерело?], якою вважав підляський діалект української мови без «акання», «дзекання», «цекання», з м'якими «дзь» і «ць» і повними закінченнями інфінітива, наприклад «ходити».

## Біографія

### Сім'я
Походить із старовинного руського шляхетського роду. Батько — Кирило Бобровський — був висвячений на уніатського священика берестейським греко-католицьким єпископом Симеоном Млоцьким у 1779 році, його мати — Анна з роду Крупських. У сім'ї було п'ятеро синів, проте в живих залишилися тільки старший Йосип і молодший Михайло.

### Освіта
Навчався в Клящелявській церковній школі і піарському училищі в Дрогичині, Білостоцький гімназії (закінчив в 1806 році) і Головній духовній семінарії при Віленському університеті (закінчив у 1812 рік). У 1811 році отримав ступінь магістра філології, в 1812 році став магістром богослов'я, в 1814 — магістром філософії. Прийняв посвячення в 1815, з 1817 канонік брестський.

### Робота у Віленському університеті
У 1817-1822 рр. в зарубіжному науковому відрядженні від Віленського університету відвідав слов'янські землі, Францію та Італію і вивіз звідти значну кількість книг, які він продав потім Віленській семінарії.
З 1822 р. професор Вільнюського університету. У 1822–1824 роках і після перерви з 1826 року професор екзегетики і герменевтики Віленського університету. З 1823 доктор теології. Засновник білорусько-литовського філологічного гуртка у Віленському університеті. Виступав проти полонізації та латинізації.

### Слідство і висилка
У зв'язку зі слідством, розгорнутим М. М. Новосильцевим у справі таємних студентських товариств филоматів і філаретів, був разом з професорами Ю. Галуховським), І. Даниловичем, І. Лелевелем відсторонений від викладання і висланий з Вільнюса. У 1824–1824 роках перебував на засланні в базиліанському монастирі в Жировичах.
Завдяки заступництву мецената М. П. Румянцева в 1826 році Бобровський отримав можливість повернутися до університету.
У 1833 практично був засланий до містечка Шерешево, де був священиком до кінця життя. У зв'язку з переслідуванням греко-католиків перейшов у православ'я. Займався наукою і вихованням племінника Павла, батько якого раптово помер. Помер від холери.

## Наукова діяльність
Досліджував унікальні колекції слов'янських рукописів і стародруків, ввів в науковий обіг багато пам'яток писемності. Один із зачинателів скоринознавства, який заново відкрив для європейської науки імені Ф. Скорини. Лише невелика частина його рукописної спадщини опублікована за життя, частина зникла відразу після смерті дослідника.

### Супральський рукопис

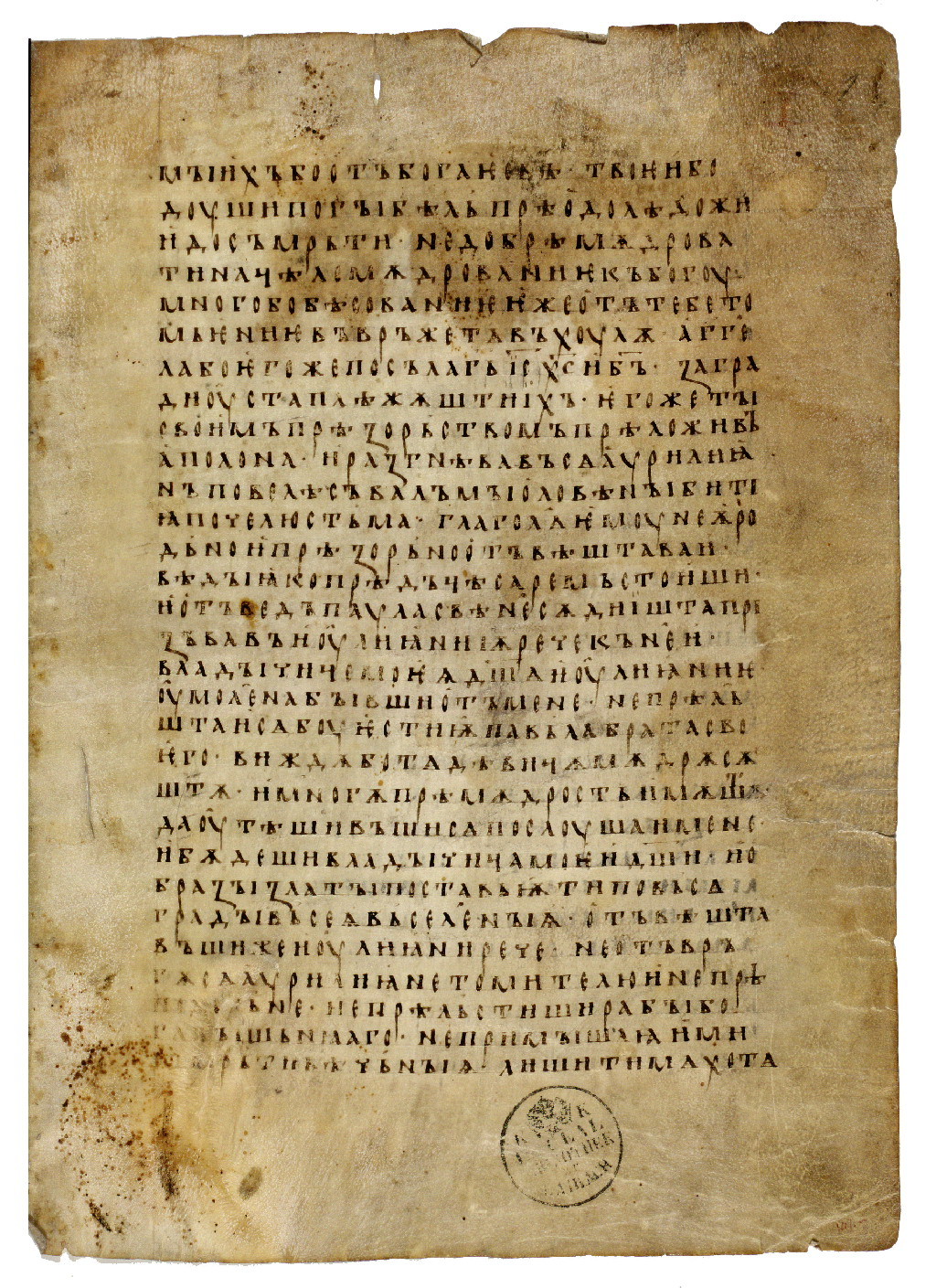
Супрасльский рукопис

Ще гімназистом зацікавився архівом і бібліотекою Супрасльського монастиря близько Білостока, де в 1822 році виявив Супрасльский збірник, один з дуже важливих кириличних пам'яток церковнослов'янської мови. Бобровський повідомив про це Востокова, який у 1825 році опублікував результати своїх досліджень. Частина рукопису (118 аркушів) потрапила до Копітара і зберігається в Любляні; вона була видана Міклошичем під назвою «Monumenta linguae paleoslovenicæ е codice Supraslensi» (Відень, 1851). Частина (два зошити) зберігається в петербурзькій Російській національній бібліотеці ; інша частина потрапила до бібліотеки графів Замойських у Варшаві і зберігається зараз у польській Національній бібліотеці.

### Інша діяльність
Збирав матеріали про діяльність Швайпольта Фіоля, Франциска Скорини , Івана Федорова, Петра Мстиславця. Склав науковий опис стародавніх кириличних і глаголичних пам'яток писемності, що зберігаються у Ватиканській бібліотеці. Ввів у науковий обіг ряд важливих пам'яток історії та культури.
За свої наукові роботи Бобровський був обраний членом археологічної академії в Римі, Азійського товариства в Парижі і Лондоні, Товариства історії та старожитностей Російських при Московському університеті.

### Праці
- шмат дробных артыкулаў у «Dziennik Wileński» 1824—1826
- Wyobrażenie nauki Pisma św., jej części i literatury (в «Dzieje dobroczynności Krajowej i zagranicznej», 1823)
- «Archeologia biblica» (Вільно, 1829)
- «Wiadomość historiczna o Universytecie Wileńskim» (1828)

## Пам'ять
Ім'я Бобровського надано Лабораторії вивчення духовної культури Підляшшя (Москва) і вулиці в Шерешево.